# Knoxville Challenger 2010
Il Knoxville Challenger 2010 è stato un torneo professionistico di tennis maschile giocato sul cemento, che faceva parte dell'ATP Challenger Tour 2010. Si è giocato a Knoxville negli USA dall'8 al 14 novembre 2010.

## Partecipanti

### Teste di serie
| Nazionalità | Giocatore         | Ranking* | Testa di serie |
| ----------- | ----------------- | -------- | -------------- |
| Stati Uniti | Ryan Sweeting     | 109      | 1              |
| Stati Uniti | Donald Young      | 125      | 2              |
| Giappone    | Kei Nishikori     | 126      | 3              |
| Australia   | Peter Luczak      | 136      | 4              |
| Australia   | Marinko Matosevic | 138      | 5              |
| Stati Uniti | Robert Kendrick   | 149      | 6              |
| Australia   | Carsten Ball      | 153      | 7              |
| Stati Uniti | Tim Smyczek       | 170      | 8              |

- Ranking al 1º novembre 2010.

### Altri partecipanti
Giocatori che hanno ricevuto una wild card:
- Boris Čonkić
- Eric Quigley
- John-Patrick Smith
- Rhyne Williams

Giocatori passati dalle qualificazioni:
- Yuki Bhambri
- Luka Gregorc
- David Martin
- Nicholas Monroe
- Fritz Wolmarans (Lucky loser)

## Campioni

### Singolare
Kei Nishikori ha battuto in finale  Robert Kendrick con il punteggio di 6–1, 6–4.

### Doppio
Rik De Voest /  Izak van der Merwe hanno battuto in finale  Alex Bogomolov Jr. /  Alex Kuznetsov con il punteggio di 6–1, 6–4.